# Classe Vettor Pisani (incrociatore)
La classe Vettor Pisani fu un modello di incrociatore corazzato della Regia Marina che partecipò prima alla guerra italo turca e successivamente, alla prima guerra mondiale, anche se all'epoca era già obsoleta.

## Storia
La classe era composta da due unità, Vettor Pisani e Carlo Alberto. Basata su un progetto del generale del genio navale Masdea, derivava dalla precedente classe Marco Polo. La lunghezza verticale era di 99m, ma oltre la prua si estendeva uno sperone di 6m che portava la lunghezza fuori tutto a 105m; le navi erano dotate di un unico ponte corazzato che si estendeva da prua a poppa. Il suo armamento era disposto in batteria e non in torri corazzate.

### Vettor Pisani
Costruito nel Regio Cantiere navale di Castellammare di Stabia nel 1892, venne completato nel 1898. Partecipò alla guerra dei boxers, alla guerra italo-turca ed alla prima guerra mondiale, oltre a crociere in Estremo Oriente. Venne radiato nel 1920.

### Carlo Alberto

L'incrociatore corazzato Carlo Alberto con delle antenne filari tese tra i due alberi in occasione dell'esperimento di Guglielmo Marconi del 1902

Costruito nel Regio arsenale di La Spezia, venne utilizzato tra l'altro per alcuni esperimenti di Guglielmo Marconi. In particolare, nel 1902 venne dotato di un sistema di antenne disteso tra i due alberi che venne utilizzato per trasmissioni a lunga distanza, sulla tratta tra Ferrol e Pohldu; all'epoca la nave era al comando del contrammiraglio Carlo Mirabello, ed il tenente di vascello Luigi Solari coadiuvò Marconi negli esperimenti; lo stesso Solari venne intervistato dal Resto del Carlino il 21 gennaio 1903 riguardo al successo delle trasmissioni e alla preparazione tecnica di Marconi. Durante la guerra italo-turca effettuò varie crociere di vigilanza in alto mare e di appoggio con le sue artiglierie alle truppe a terra. Nel 1917 vennero rimossi gli armamenti principali e fu trasformata in trasporto truppe, ribattezzato Zenson, effettuando 49 missioni di trasporto. Venne radiata nel giugno 1920.